# Vouani
Vouani ist ein Ort auf der Insel Anjouan im Inselstaat Komoren im Indischen Ozean. 2011 wurden 2.500 Einwohner geschätzt.

## Geographie
Vouani liegt zentral an der Südküste der Insel, zwischen Salamani und Bandani, beziehungsweise Dar Salam.
Die Flüsse Mro oua Vouani und Mro Bouéni münden beim Ort ins Meer. Nördlich des Ortes steigt der Berg Tsingoyagnora an.